# 카르디아
카르디아(고대 그리스어: Kαρδία)는 고대에는 트라키아 케르소네소스(현재의 겔리볼루반도)의 주요 도시이며, 멜라스 만(현재의 사로스 만)의 곶에 있던 마을이다. 원래는 밀레투스와 클라조메나이의 식민지였지만, 밀티아데스 시대 (기원전 6세기 후반)에는 그에 의한 참주정치(기원전 515년-493년)가 진행됨에 따라 아테네의 이주민도 받아 들였다. 하지만 이는 카르디아가 아테네에 유달리 호의적이어서가 아니라, 기원전 357년에 아테네가 케르소네소스의 지배권을 장악할 때는 트라키아 왕자의 통치 하에 있던 카르디아가 유일하게 중립을 지켰기 때문이다. 그러나 전환기가 된 것은 기원전 357년에 카르디아는 마케도니아 왕 필리포스 2세와 우호조약을 체결하면서부터이다. 위기 상황이 고조된 시기는 기원전 343년, 아테네의 용병대장 디오페이테스가 아티카의 이민자들을 카르디아에 데리고 오면서부터이다. 카르디아는 그들의 수용에 난색을 표했고, 필리포스는 곧 카르디아에 도움의 손길을 내밀었다. 필리포스 왕의 중재로 양 도시 간 대화를 이민자에 제안했지만, 아테네는 이를 거부했다. 기원전 309년경 카르디아는 리시마코스에 의해 파괴되었다. 이후 재건되었지만 다시 번성하지 못했다. 리시마키아가 그 근처에 건설되어 카르디아 주민들이 이주하면서, 주변에서 제일가는 도시가 되었기 때문이다.
카르디아는 알렉산더 대왕의 서기관이었던 에우메네스와 역사가 히에로니모스가 태어난 도시이기도 하다.

## 참고자료
- 에른스트 쿠르티우스; The history of Greece, Adolphus William Ward (번역자); 뉴욕, (1874)
- (편집자); Dictionary of Greek and Roman Geography, "Cardia", 런던, (1854)